# تورنغ تبة
تورنغ تبة (بالإنجليزية: Turang Tappeh)‏ هي منطقة سكنية تقع في غلستان في إيران. يقدر عدد سكانها بـ 661 نسمة .